# 금 애종
금 애종(金 哀宗, 1198년 9월 25일(음력 8월 23일) ~ 1234년 2월 9일(음력 1월 10일))은 금나라의 제9대 황제(재위: 1224년 ~ 1234년)이다. 성명은 완안수서(完顔守緖), 여진 이름은 영갑속(寧甲速)이다. 시호는 순황제(順皇帝)이고 금 선종의 삼남이다. 민제(閔帝)라고 불리기도 한다. 금나라는 119년간 지속되면서 10명의 황제가 즉위하지만, 황제위가 부자 세습된 경우는 선종에서 애종으로의 세습이 유일한 사례이다.

## 생애
초명은 수례(守禮)인데 수서로 고쳤다.
1224년 1월 14일에 선종이 죽자 즉위하였다. 정대(正大)와 천흥(天興)의 연호를 썼다.
1232년에 수도인 개봉(開封, 汴州)이 몽골군에게 포위되자 탈출하여 귀덕(歸德, 지금의 河南省 商丘市), 박주(亳州, 지금의 安徽省 亳州市), 채주(蔡州, 지금의 河南省 汝陽市) 등으로 옮기며 도주하였다.
1234년에 몽골군과 남송군이 채주를 포위하자 애종은 군을 이끌던 젊고 민첩한 황족인 완안승린(完顔勝麟)에게 양위하였고, 성이 함락될 때 목을 매 자살했다.

## 가족관계

### 조부모와 부모
- 조부 : 현종(顯宗) 광효황제(光孝皇帝) 완안 윤공(完顔 允恭)
- 조모 : 소성황후(昭聖皇后) 유씨(劉氏)
- 부친 : 선종(宣宗) 성효황제(聖孝皇帝) 완안 종가(完顔 從嘉)
- 모친 : 명혜황후(明惠皇后) 왕씨(王氏)

### 황후
- 황후(皇后) 도단씨(徒單氏)

## 기년
| 애종        | 원년            | 2년        | 3년        | 4년        | 5년        | 6년        | 7년        | 8년        | 9년                                 | 10년       | 11년       |
| ----------- | --------------- | ---------- | ---------- | ---------- | ---------- | ---------- | ---------- | ---------- | ----------------------------------- | ---------- | ---------- |
| 서력 (西曆) | 1224년          | 1225년     | 1226년     | 1227년     | 1228년     | 1229년     | 1230년     | 1231년     | 1232년                              | 1233년     | 1234년     |
| 간지 (干支) | 갑신(甲申)      | 을유(乙酉) | 병술(丙戌) | 정해(丁亥) | 무자(戊子) | 기축(己丑) | 경인(庚寅) | 신묘(辛卯) | 임진(壬辰)                          | 계사(癸巳) | 갑오(甲午) |
| 연호 (年號) | 정대(正大) 원년 | 2년        | 3년        | 4년        | 5년        | 6년        | 7년        | 8년        | 9년 개흥(開興) 원년 천흥(天興) 원년 | 2년        | 3년        |

| 전임 금 선종 | 제9대 금 황제 1223년∼1234년 | 후임 금 말제 |